# Lokomotivfabrik Floridsdorf

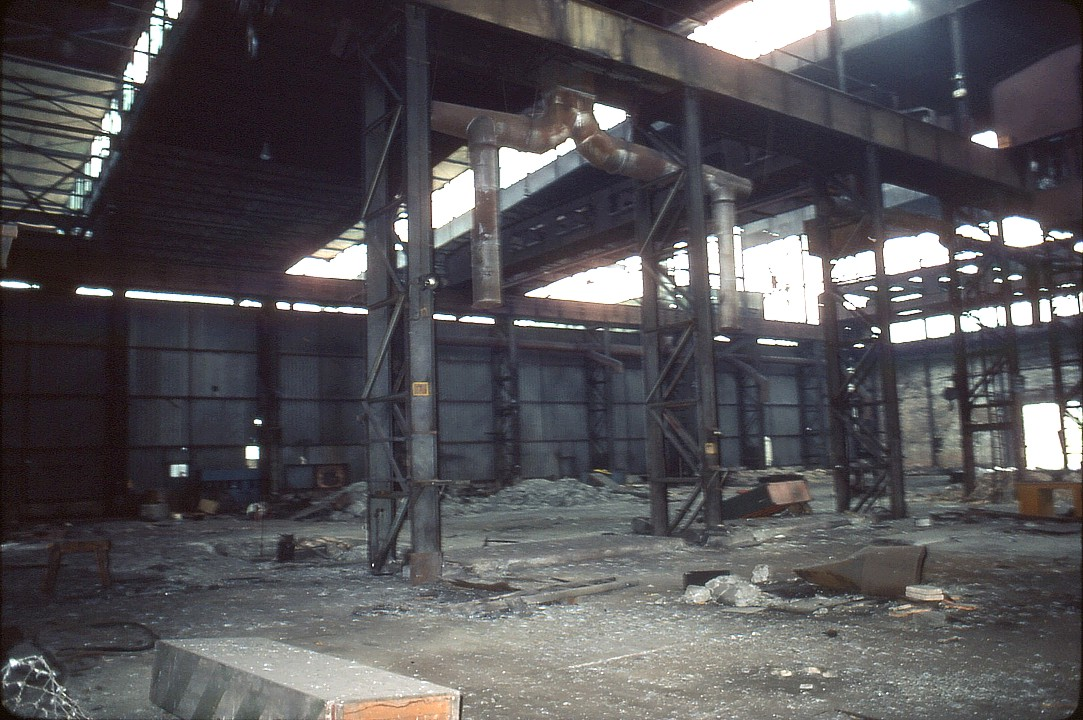
Prázdné haly, 1980

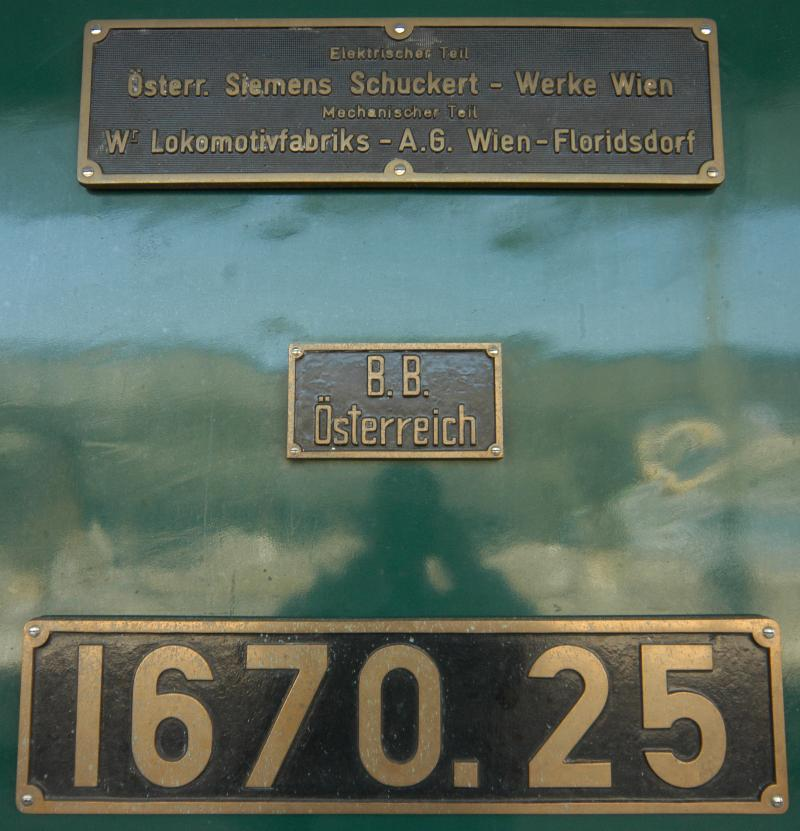
Výrobní štítek lokomotivky Floridsdorf cca z roku 1930 na lokomotivě 1670.25 BBÖ

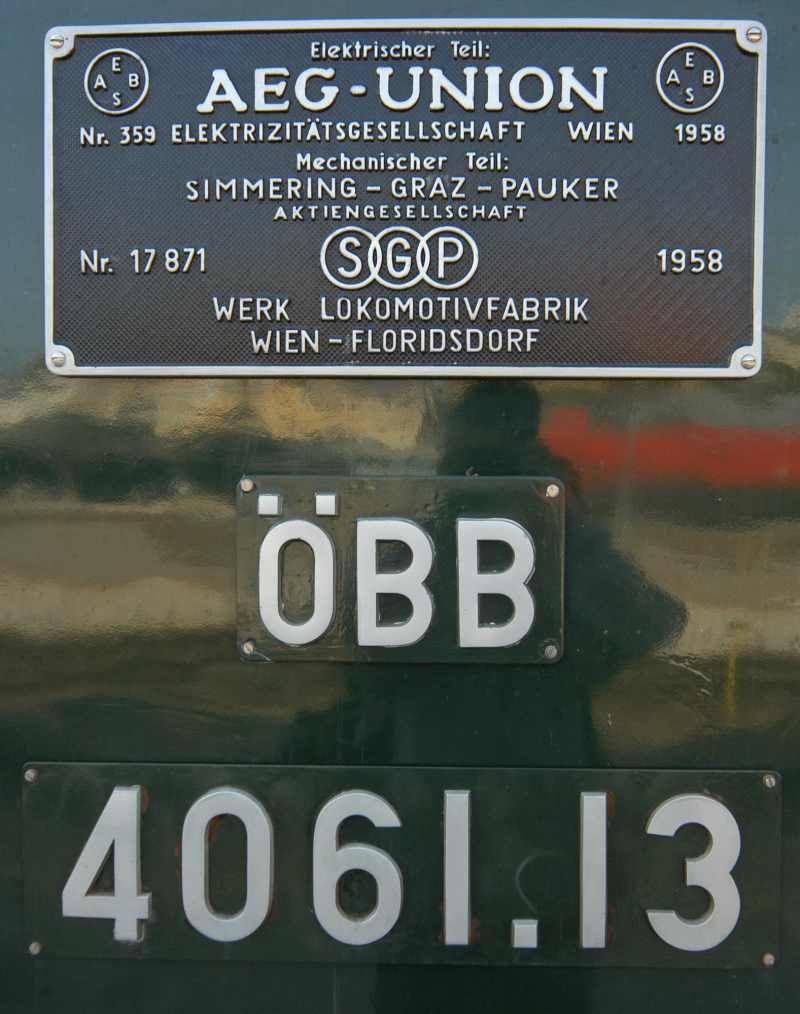
Výrobní štítek lokomotivky Floridsdorf z roku 1958 na lokomotivě 4061.13 ÖBB

Lokomotivfabrik Floridsdorf (česky „lokomotivní továrna Floridsdorf“, ve zkratkách Flor, WLF jako Wiener Lokomotivfabrik Floridsdorf nebo též LOFAG jako Lokomotivfabrik Floridsdorf AG) byla rakouská firma vyrábějící lokomotivy.
Byla založena 6. září 1869 a v průběhu své existence se díky své konstrukční mnohostrannosti a kvalitě propracovala na čelní místo mezi evropskými lokomotivkami. Po lokomotivce Společnosti státní dráhy (StEG, Vídeň) a firmě Georg Sigl (Vídeň a Vídeňské Nové Město) byla floridsdorfská lokomotivka třetí továrnou tohoto typu v rakouské monarchii.

## Historie
Wiener Lokomotiv-Fabriks-Actien-Gesellschaft získala 6. září 1869 koncesi a schválení stanov, 1. srpna 1870 se konala ustavující valná hromada a konečně 2. října 1871 byla společnost zanesena do obchodního rejstříku obchodním soudem v Korneuburgu. Úředním sídlem společnosti byla Vídeň s „pobočkou v Groß Jedlersdorfu u Floridsdorfu poblíž Vídně“. Na volné ploše mezi Severní dráhou a Severozápadní dráhou byl v letech 1870-71 pod vedením Bernharda Demmera, dosavadního technického ředitele StEG zřízen velkoryse vyprojektovaný tovární komplex. Kromě budov nezbytných pro výrobu a vedení podniku bylo vybudováno i sedm domů pro zaměstnance s celkem 117 byty.
Již během výstavby se snažilo obchodní vedení získat objednávky, a tak již 10. června 1871 mohla být zákazníkovi předána první lokomotiva. Byl to stroj „HUMBOLDT“ pro ÖNVB.
V roce 1881 zde byla zkonstruována a vyrobena první ozubnicová lokomotiva. Objednaly si ji železárny v maďarském Salgótarjánu pro podnikovou dráhu o rozchodu 790 mm. Jako jediný licencovaný výrobce Abtova systému v rakousko-uherské monarchii dodala lokomotivka téměř všechny ozubnicové lokomotivy, které zde byly nasazeny do provozu, mimo jiné i lokomotivy pro Erzbergbahn a pro zemské úzkokolejné dráhy Bosny a Hercegoviny. Vyrobila také 7 kusů parní ozubnicové lokomotivy MÁV řady TIVc. Poté, co armáda souhlasila s elektrizací železnic, zahájila lokomotivka v roce 1911 i výrobu elektrických lokomotiv pro traťovou službu. Roční množství objednávek odpovídalo hospodářské situaci. Tomu odpovídal i počet zaměstnanců, který se pohyboval mezi 1000 a 1500.
Po skončení I. světové války ztratila firma mnoho zákazníků a musela přeorientovat svoji obchodní politiku. Pro Rakouské spolkové dráhy začala provádět hlavní opravy parních lokomotiv, od roku 1922 dodávala silniční válce a od roku 1926 stabilní kotle. K tomu se přidaly i dodávky zařízení pro průmysl.
V letech 1924 - 1925 byly pro PKP prováděny hlavní opravy bývalých ruských nákladních lokomotiv, zároveň byly lokomotivy přerozchodovávány. Jako jediná ze čtyř rakouských lokomotivek (vedle StEG, Krauss Linz a Vídeňské Nové Město) přečkala meziválečné období.

### Druhá světová válka
Za II. světové války zažila lokomotivka veliký rozmach, počet zaměstnanců stoupl až na 8000. Především se zde vyráběla válečná řada 52, celkem bylo dodáno 1172 lokomotiv této řady pro DR a 20 pro CFR jako řada 150. Produkce floridsdorfské lokomotivky dosáhla největšího podílu na celkovém počtu vyrobených lokomotiv řady 52 mezi všemi dodavateli lokomotiv této řady. Z počátku roku 1944 byla výroba přeorientována na řadu 42 a 13. června 1944 byla předána první z nich – 42 2301. Poslední válečná parní lokomotiva – 42 2580, v pořadí 2115., byla předána 8. března 1945.
V průběhu války zažila lokomotivka nejedno bombardování. Po ukončení bojů v dubnu 1945 bylo vybavení z velké části demontováno a spolu se surovým materiálem odvezeno do Sovětského svazu. Celkem se jednalo asi o 800 vozů. Přesto se v říjnu téhož roku podařilo vyrobit první poválečnou lokomotivu, opět se jednalo o řadu 42. Vedle výroby nových lokomotiv se druhou pracovní náplní staly hlavní opravy rakouských státních drah, protože vedle ležící železniční dílny byly zničeny.

### Poválečný vývoj
V roce 1946 podřídila sovětská ozbrojená moc floridsdorfskou lokomotivku USIA (správa sovětského majetku v Rakousku). Současně měla lokomotivka podle zestátňovacího zákona přejít k 26. červenci 1946 do vlastnictví Rakouské republiky. Tento zákon ale mohl být na územích obsazených sověty uplatněn teprve po ukončení jednání o rakouské státní smlouvě v roce 1955.
V tomto čase jako podnik USIA dodala lokomotivka jen několik lokomotiv. Kromě toho její produkce zahrnovala kotle ústředního vytápění, navijáky a podvozky pro železniční jeřáby. Od roku 1953 začala opět produkce lokomotiv stoupat. Do Indie bylo dodáno nejdříve 99 kotlů a poté až do roku 1958 následovalo 140 lokomotiv.
K předání lokomotivky rakouské administrativě došlo 13. srpna 1955, zároveň bylo uplatněno znárodnění z roku 1946. Po tomto období se výroba přeorientovala na motorovou trakci, dieselové lokomotivy byly dodávány pro Rakousko i pro zahraničí. Klesl počet dodávaných vozidel, jelikož produkce se přeorientovala na subdodávky podvozků pro firmy Henschel a Simmering-Graz-Pauker. V tomto období bylo dodáno i 158 podvozků pro elektrické vozy rychlodráhy Káhira – Helwán.

### Konec
Dne 14. září 1958 byla floridsdorfská lokomotivka začleněna do firmy Simmering-Graz-Pauker AG, čímž skončila její samostatná existence. Poslední velkou zakázkou byla dodávka 50 motorových lokomotiv pro BDŽ. Výrobní program byl pro nedostatek zakázek na výrobu lokomotiv doplněn o výrobu kotlových vozů.
Floridsdorfská lokomotivka vyrobila za dobu své existence 6043 hnacích vozidel. Poslední z nich – lokomotiva 1042.540 byla předaná ÖBB 19. září 1969.
Dnes nezbylo z továrny nic. Na jejím místě stojí vedle několika malých provozoven obchodní centrum. Posledním zbytkem je obelisk jako pomník obětem nacionálního socialismu z řad zaměstnanců. Dále připomíná bývalou firmu floridsdorfská ulice Lokomotivgasse pojmenovaná takto v roce 1901. Krátce před zbořením hal v 80. letech 20. století se ještě uvažovalo o jejich využití pro dopravní muzeum.

## Význační pracovníci
- Adolph Giesl-Gieslingen: Pracoval v lokomotivce v letech 1925 – 1929 a po dlouhodobém pobytu ve Spojených státech nastoupil znovu v roce 1938. Po II. světové válce se stal hlavním konstruktérem.
- Johann Rihosek: konstruktér v letech 1893 - 1897
- Franz Jonas: Vyučený sazeč, po roce 1938 zaměstnán jako účetní ve floridsdorfské lokomotivce. Od 22. června 1951 starosta Vídně, od 1. června 1965 do své smrti 24. dubna 1974 spolkový prezident Rakouska.